# Polysyncraton pseudorugosum
Polysyncraton pseudorugosum är en sjöpungsart som beskrevs av Monniot 1993. Polysyncraton pseudorugosum ingår i släktet Polysyncraton och familjen Didemnidae. Inga underarter finns listade i Catalogue of Life.